# Ernest Abadal i Falgueras
Ernest Abadal i Falgueras (Sallent, Bages, 28 de juny de 1962) és un professor i investigador de la Universitat de Barcelona.
Va ser degà de la Facultat de Biblioteconomia i Documentació entre 2012 i 2018, i és un dels especialistes principals pel que fa a l'accés obert a la ciència a l'Estat espanyol, coordinador de diverses xarxes de recerca universitària. És vicerector de Personal Docent i Investigador a la Universitat de Barcelona des de 2021.
Com a professor de l'àrea d'Informació i Documentació i catedràtic de la Facultat de Biblioteconomia i Documentació de la Universitat de Barcelona ha estat l'investigador principal de diversos projectes del Plan Nacional I+D+I sobre accés obert a la ciència a Espanya i és coordinador de la Xarxa Temàtica sobre dades de recerca Maredata. També és coordinador del Grup de Recerca Consolidat «Cultura i continguts digitals», reconegut per la Generalitat de Catalunya. Com a especialista en accés obert, i especialment en l'accés obert a la ciència, ha participat en jornades i conferències nacionals i internacionals. Ha coordinat el grup de treball d'Accés Obert a la Ciència que estudia el desenvolupament de l'accés obert a Espanya. Aquest projecte ha donat resultats com MELIBEA, un directori de polítiques d'accés obert, i DULCINEA que identifica polítiques editorials de revistes científiques espanyoles en relació amb l'accés obert.
És autor de nombrosos articles de recerca i de diversos llibres. També és un dels directors i impulsors del projecte Blok de BiD, fundat el 2010, on professionals del món de la informació i la documentació ressenyen informes d'organismes internacionals com ara l'ALA, l'Associació de Biblioteques Universitàries i de Recerca) (ACRL), la Federació Internacional d'Associacions i Institucions Bibliotecàries (IFLA), Ithaka, JISC, NMC o el Centre de Bibliografia per Ordinador en Línia (OCLC, de l'anglès Online Computer Library Center).
Com a degà, va recollir la Creu de Sant Jordi l'any 2015 atorgada a la Facultat de Biblioteconomia i Documentació «per la continuïtat d'uns estudis ben implicats en la transformació d'una professió que ha sabut adaptar-se a les necessitats de la societat».

## Llibres publicats
- Sistemas y servicios de información digital. Gijón: Trea, 2001. ISBN 84-95178-98-2. Contingut: estructura i característiques del sector de la informació digital. Anàlisi sobre la situació actual i una prospectiva sobre les principals tendències d'aquest sector.[12]
- Gestión de proyectos en información y documentación. Gijón: Trea, 2004. ISBN 84-9704-144-5. Contingut: característiques, mètodes i tècniques de recollida de dades en els projectes d'informació i documentació, i vies de finançament per a projectes espanyols.[13]
- Prensa digital y bibliotecas. Gijón: Trea, 2009. ISBN 978-84-9704-446-2. Contingut: influència del diari digital a les biblioteques.[14]
- Acceso abierto a la ciencia. Barcelona: UOC, 2012. ISBN 978-84-9788-548-5. Contingut: fonaments i antecedents de l'accés obert, anàlisi de la situació de les revistes científiques i els reporsitoris.[15]
- La edición universitaria en el contexto de la ciencia abierta, Barcelona: UOC, 2012. ISBN 978-84-9029-231-0. Contingut: característiques de les editorials i anàlisi de les revistes científiques i els repositoris (accés obert).[16]